# پاکوی سیاه
پاکوی سیاه (نام علمی: Colossoma macropomum) نام یک گونه از خانواده کاراسینان است.